# Aeropuerto de Pizarro
El Aeropuerto de Pizarro es un aeropuerto ubicado en Pizarro, cabecera municipal del Bajo Baudó en Chocó, Colombia. Cuenta con una única pista de 1250x23 metros.

## Destinos

### Destinos chárter y estacionales
- Aexpa
  - Quibdó / Aeropuerto El Caraño